# Ernie Tapai
Ernie Tapai, né le 14 février 1967 à Perth, est un ancien footballeur international australien. Actuellement il est entraîneur de football en chef pour Geelong Grammar School.

## Carrière en club
Évoluant au poste de milieu de terrain, Tapai commence sa carrière avec Footscray JUST à 18 ans en NSL. Puis, en 1992, il traverse l'océan pour débarquer en Angleterre dans le club de Stoke City mais celui-ci ne fit aucun match. Puis il partit au Portugal à Estoril mais il ne se fit pas du tout remarquer. Donc il décide de retourner en Australie. Il finit sa carrière dans le club singapourien de Balestier Khalsa en 2001.

## Carrière internationale
Tapai totalise 52 matches pour 7 buts en équipe d'Australie entre 1986 et 1998 et il fit partie de l'équipe qui arriva en finale de la Coupe des confédérations 1997.